# 엔도 야스시
엔도 야스시(일본어: 遠藤 康, 1988년 4월 7일 ~ )는 일본의 축구 선수이다.

## 구단 경력
그는 2007년부터 2024년까지 J리그의 가시마 앤틀러스, 베갈타 센다이에서 활동하였다.